# Dornebbe, Braker Sieltief und Colmarer Tief
Dornebbe, Braker Sieltief und Colmarer Tief este o arie protejată (arie specială de conservare — SAC, sit de importanță comunitară — SCI) din Germania întinsă pe o suprafață de 13,35 ha, integral pe uscat.

## Localizare
Centrul sitului Dornebbe, Braker Sieltief und Colmarer Tief este situat la coordonatele 53°20′30″N 8°23′59″E / 53.3417°N 8.3997°E.

## Înființare
Situl Dornebbe, Braker Sieltief und Colmarer Tief a fost declarat sit de importanță comunitară în ianuarie 2005 pentru a proteja 1 specie de animale. Situl a fost protejat și ca arie specială de conservare în decembrie 2018.

## Biodiversitate
Situată în ecoregiunea atlantică, aria protejată nu include niciun habitat protejat.
La baza desemnării sitului se află o specie protejată de  pești: boarță (Rhodeus amarus).